# Leopold Weisz
Leopold Weisz (született Weisz Lipót, Veszprém, 1876. április 27. – Atlanti-óceán, 1912. április 15.) magyar-brit szobrász, az RMS Titanic egyetlen bizonyítottan magyar származású utasa és áldozata.

## Élete
Apja, Weisz Zsigmond (1842–1913) adászteveli származású volt, anyja, Heiman (Heumann) Éva veszprémi zsidó család sarja. Az anya Veszprémben született 1852-ben, a balassagyarmati származású Heimann Mózes Mór és az ugyancsak veszprémi születésű Menzel Cecília gyermekeként. A szülők 1872-ben kötöttek házasságot. Weisz Lipótnak volt egy nővére is, Weisz Emma (sz. 1874. július 2.). 
Weisz Lipót családja Erzsébetváros (Budapest) érintésével Bécsbe költözött, ahol a fiú a helyi művészeti akadémián tanult. Később Lipót Münchenben és Párizsban is folytatott tanulmányokat. Szülei Bécsben maradtak, Lipót viszont Angliába költözött, eleinte ékszerész volt és saját boltot is üzemeltetett. 19 éves korában emigrált, és Angliába ment tanulni a bromsgrove-i Iparművészeti Egyesülethez, ahol megismerkedett későbbi feleségével, a belga Mathilde Françoise Pëde-del. Mathilde Françoise Pëde, azaz „Mrs. Leopold Weisz” 1874. május 24-én született Gentben (Belgium). Szülei, Eugène Pëde (1842–1909) és Joanna Allyn (1845–1928) 1866-ban házasodtak össze.
Az asszony varrónőként és énekesként dolgozott, 21 évesen ment Bromsgrove-ba, ahol hozzáment Weiszhez. A házasok úgy döntöttek, hogy Kanadába vándorolnak ki. 
A pár 1911 szeptemberében az RMS Lusitania fedélzetén átkelt az Atlanti-óceánon. Weisz Kanadában fafaragóként talált munkát a montréali Szépművészeti Múzeum megbízásából. Később kőpajzsok faragására kapott megbízást. Kőpajzsai Kanada kilenc tartományát jelképezik mind a mai napig, a Dominion Express Buildingen, Montréalban. 

### A Titanicon
Weisz úgy gondolta, Quebec az a hely, ahol le tudnak telepedni, és ő meg tud élni a művészetből, ezért visszament Angliába a feleségéért. Immáron együtt tartottak volna az új kanadai otthonuk felé a Lusitania első osztályán, de a bányászok sztrájkja, és az emiatt bekövetkező szénhiány miatt átirányították őket a Titanic másodosztályára, amelyre 1912. április 10-én Southamptonban szálltak fel.
Felszállás előtt Weisz a megtakarításait – mintegy 15 000 USD értékű, 21 kg súlyú aranyat – belevarrt a kabátja bélésébe. A katasztrófa éjjelén Weisz sétálni indult a hajófedélzetre, míg felesége részt vett egy rögtönzött énekes mulatságon a másodosztályú utasoknak fenntartott ebédlőben. A rendezvény után csatlakozott férjéhez a fedélzeten.
Mathilde ekkor megjegyezte, hogy valami nagyon nyugtalanítja. Éppen visszaértek a kabinjukba, amikor 23 óra 40 perckor a hajó jéghegynek ütközött. Felesége túlélte a katasztrófát, mert sikeresen helyet tudott foglalni a Titanic 10-es számú mentőcsónakjában, Weisz azonban a tengerbe veszett. 
Mathilde az RMS Carpathia fedélzetén április 18-án érkezett meg New Yorkba, de az a veszély fenyegette, hogy nincstelenként visszaküldik Angliába. Amikor azonban a Mackay-Bennett nevű hajó megtalálta a 293-as számú mentőmellényes holttestet, amelyet később Leopold Weiszként azonosítottak (szürke öltönye alatt pólójában a W.L. monogrammal), előkerült az öltönybe varrt arany is, amit visszaszolgáltattak neki. Mathilde Kanadában maradt, újra férjhez ment, 1953-ban halt meg. 

### Nyughelye
Weisz Montréalban van eltemetve, a Baron de Hirsch izraelita temetőben. A sírján a következő felirat szerepel: „Leopold Weisz, született 1880 körül Magyarországon. 1912. április 15-én halt meg a Titanic katasztrófájában. Nemrég házasodott, és kezdett új életet Montréalban. Tehetséges és ígéretes szobrász, a bromsgrove-i ipartestület tagja, munkáira Montréalban és külföldön egyaránt csodálattal tekintenek.”